# Josh Widdicombe
Joshua Michael Widdicombe (Nacido el 8 de abril de 1983) es un comediante, presentador y actor británico. Es mejor conocido por sus apariciones en The Last Leg (2012-presente), Fighting Talk (2014-2016), Insert Name Here (2016-2019), Mock the Week (2012-2016) y su comedia de BBC Three Josh (2015). –2017). También ganó la primera serie de Taskmaster en 2015 y el primer especial del programa Campeón de Campeones en 2017. Widdicombe también presentó Hypothetical con su colega comediante James Acaster (2019-2022). Durante la pandemia de COVID-19 de 2020, Widdicombe inició el podcast Parenting Hell con su colega comediante Rob Beckett.

## Edad temprana y educación
Widdicombe nació el 8 de abril de 1983 en Hammersmith, Londres, pero creció en Haytor Vale, cerca de Widecombe en Moor on Dartmoor en Devon. Asistió a la escuela primaria de la Iglesia de Inglaterra de Ilsington y al South Dartmoor Community College, y luego estudió sociología y lingüística en la Universidad de Mánchester.

## Carrera
Widdicombe comenzó a actuar en vivo en 2008 y llegó a la final del concurso So You Think You're Funny? Torneo de comedia en el Festival Fringe de Edimburgo durante el mismo año. En 2009, coescribió y actuó en el programa de sketches Superclump y apareció con James Acaster y Nick Helm.
En 2010, Widdicombe trabajó como colaborador de la revista Dora la Exploradora, y en 2011 realizó su primera exposición individual "If This Show Saves One Life..." en el Festival Fringe de Edimburgo, y posteriormente fue nominado a Mejor Actor Revelación por los Foster's Edinburgh Comedy Awards y al premio Malcolm Hardee "Acto con más probabilidades de ganar un millón de libras".
En 2012, Widdicombe se convirtió en un comediante habitual de Stand Up for the Week. En julio de ese año, hizo su primera aparición en Mock the Week. También fue un colaborador principal de la revisión alternativa diaria de Channel 4 de los eventos de cada día en los Juegos Paralímpicos de Verano de Londres 2012, The Last Leg con Adam Hills, junto a Adam y Alex Brooker. También apareció en The Last Leg of the Year, el especial de fin de año del programa. En septiembre de 2012, Widdicombe apareció en The Million Pound Drop con el copresentador de The Last Leg, Brooker. La pareja ganó £100.000 para las organizaciones benéficas seleccionadas.  La organización benéfica que eligió fue Scope. Tiene pectus excavatum, que descubrió después de mencionárselo a Christian Jessen en la temporada 11, episodio 10 de 8 Out of 10 Cats.

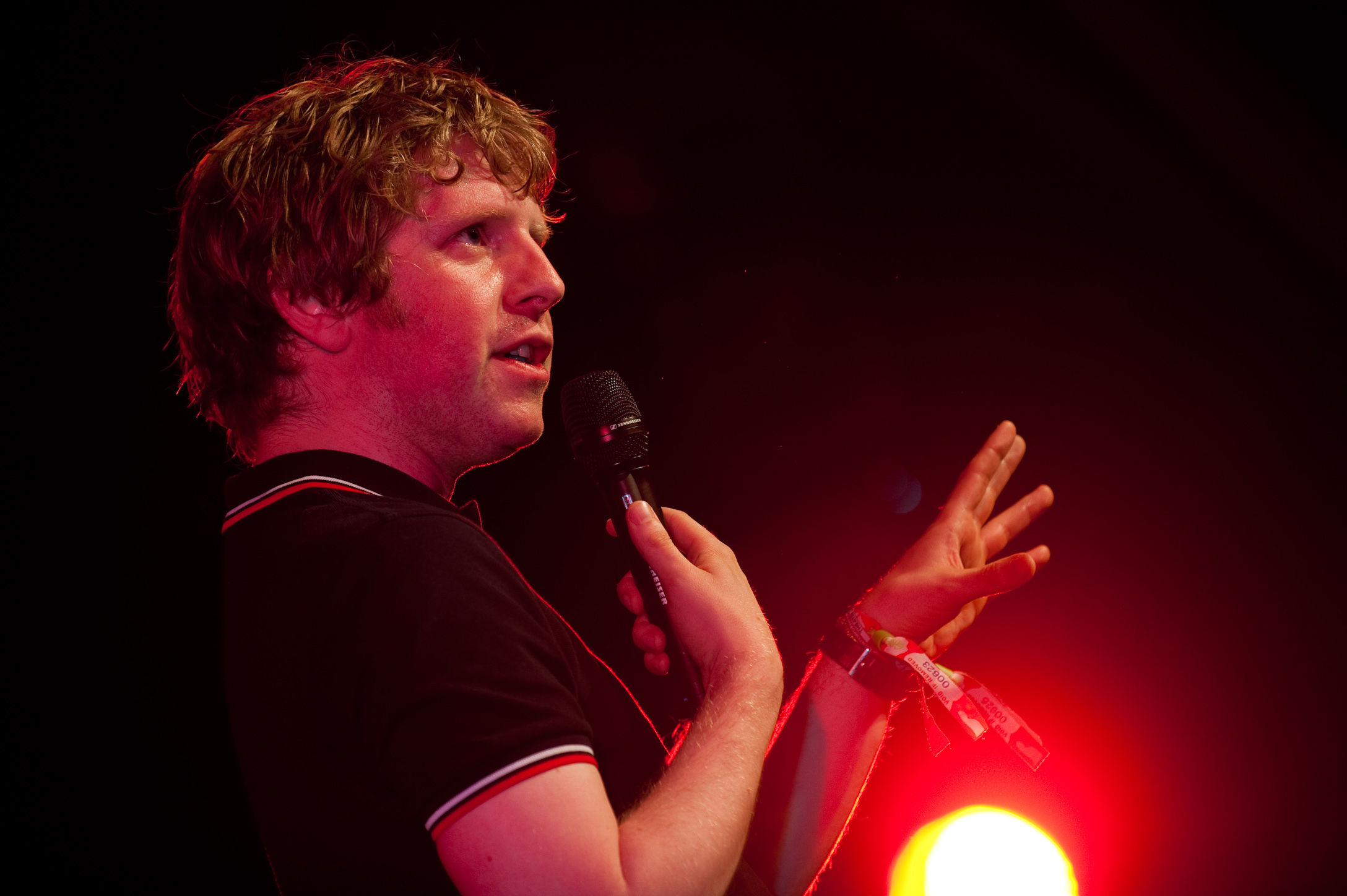
Widdicombe en el Festival de Glastonbury, en 2013.

En 2013, Widdicombe volvió a ser un comediante habitual en The Last Leg, después de que Channel 4 renovara el programa por nueve episodios más, a partir del 25 de enero de 2013. Una tercera serie comenzó el 31 de julio de 2013, una cuarta el 31 de enero de 2014 y una quinta el 1 de agosto de 2014. En mayo de 2013, Widdicombe fue invitado a la segunda serie de Dara Ó Briain: School of Hard Sums con Marcus Brigstocke. Después de esto, apareció como comediante en el spin-off de The Apprentice, The Apprentice: ¡Estás despedido! En junio de 2013, volvió a aparecer como panelista en Mock the Week, apareciendo en varios episodios de la duodécima temporada del programa. En 2014, Widdicombe apareció nuevamente en Mock the Week y en QI, y también hizo su debut en Have I Got News for You. Widdicombe ganó la transmisión de Celebrity Mastermind el 31 de diciembre de 2013 con una puntuación de 24, sobre el tema especializado de su banda favorita, Blur. La organización benéfica que eligió fue The Lily Foundation.
El 1 de julio de 2014, la BBC anunció que Widdicombe se uniría a su equipo de Radio 5 Live a partir de agosto de 2014 como el nuevo presentador de Fighting Talk junto con Georgie Thompson. Ambos presentadores anunciaron el 10 de agosto de 2016 que no regresarían al programa para la temporada 14 en septiembre debido a sus "horarias cada vez más ocupadas".
En agosto de 2014, Widdicombe protagonizó el piloto Josh de BBC Three Comedy Feeds, que coescribió con el comediante Tom Craine y que fue dirigido por David Schneider. Una serie completa de seis episodios de Josh, también dirigida por Schneider, se emitió en BBC Three del 11 de noviembre al 16 de diciembre de 2015. BBC Three encargó una segunda serie completa de Josh; y siguió una tercera y última serie en 2017.
En 2015, Widdicombe participó en la primera serie del programa de juegos de Dave Taskmaster y ganó la serie. Para una de las tareas, Widdicombe se hizo un tatuaje del nombre del presentador Greg Davies en su pie izquierdo. Luego regresó para una tarea de equipo en la segunda temporada, donde trabajó con Richard Osman y Jon Richardson.
Widdicombe ha actuado en la radio en Arthur Smith's Balham Bash de BBC Radio 4 y en The Frank Skinner Show de Absolute Radio, escrito para programas de panel de comedia Mock the Week, 8 Out of 10 Cats.[cita requerida] y Look Away Now de BBC Radio 4,  y apoyó a los comediantes Russell Howard, Michael McIntyre, Alan Carr, Stephen Merchant y Shappi Khorsandi en sus respectivas giras en vivo.
Widdicombe presentó un programa de radio semanal en XFM (ahora Radio X) con Neil "Producer Neil" Fearn desde febrero de 2013 hasta julio de 2015, que se transmitía inicialmente los sábados pero que se trasladó a los domingos en agosto de 2014 coincidiendo con su nuevo rol como Presentador de Fighting Talk. El programa contó regularmente con contribuciones de los comediantes James Acaster, Nish Kumar, Joe Lycett y varios otros junto con interjecciones ocasionales y risas de fondo del "Intern Charles" de XFM. El podcast del programa fue nombrado "Mejor podcast de audio nuevo de iTunes" en 2013. La última edición del programa se emitió el 26 de julio de 2015.[cita requerida]
Widdicombe ha hecho cuatro apariciones en Live at the Apollo. Fue un artista destacado en los episodios 7.8 (21 de enero de 2012), 9.1 (22 de noviembre de 2013) y 11.7 (también conocido como Nöel at the Apollo; 20 de diciembre de 2015) y fue presentador en el episodio 12.2 (14 de noviembre de 2016).
En diciembre de 2015, Widdicombe anunció que era capitán del equipo en el programa de comedia Insert Name Here de BBC Two, apareciendo junto a Richard Osman y la presentadora Sue Perkins. El programa se emitió en enero de 2016 y regresó para dos series más en enero de 2017/2018.
En diciembre de 2017, Widdicombe regresó a Taskmaster para una serie de dos partes junto con sus compañeros ganadores de series anteriores, incluidos Katherine Ryan, Bob Mortimer, Rob Beckett y Noel Fielding, para competir en Taskmaster - Champion of Champions. Ganó la serie.

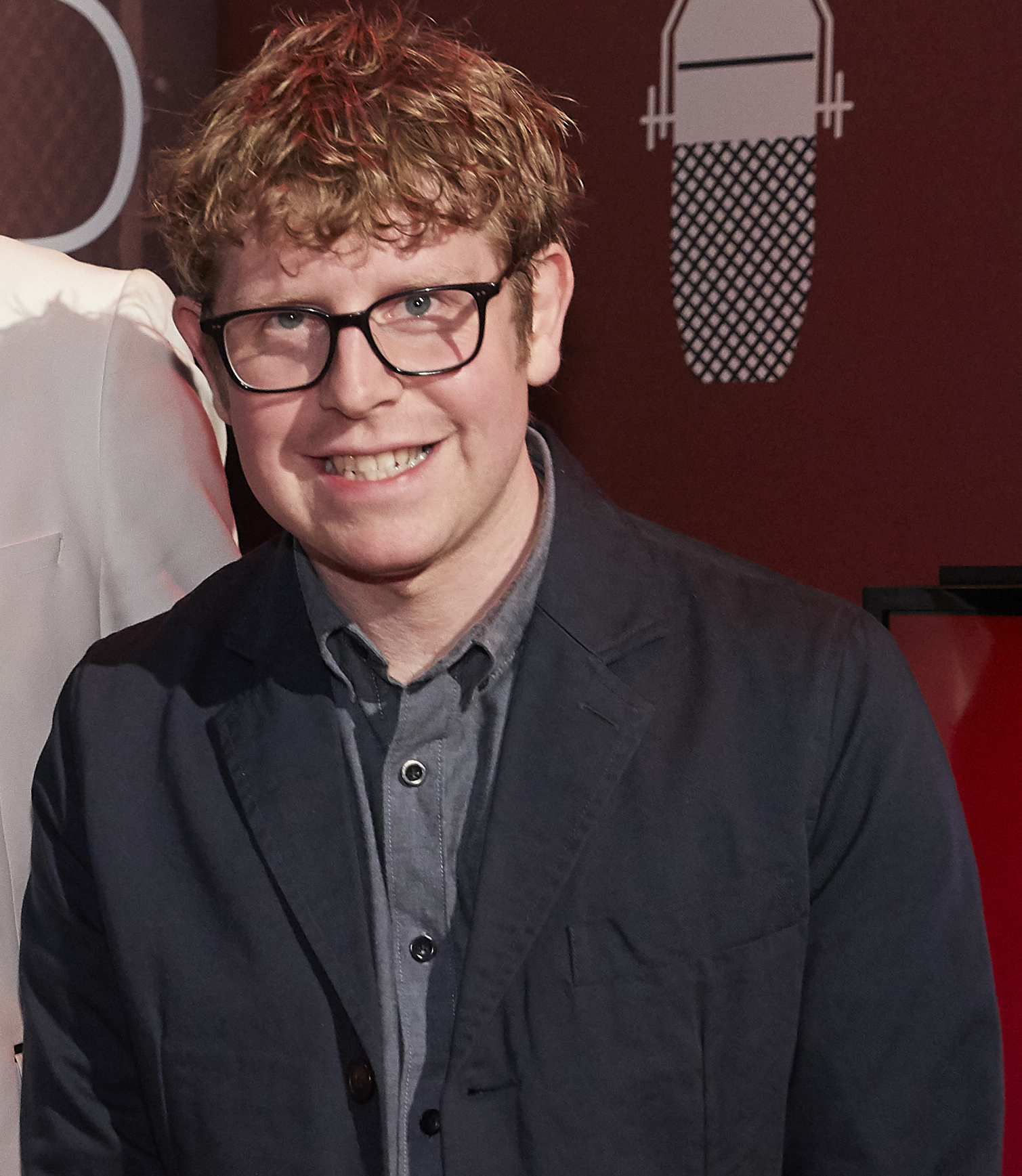
Widdicombe en 2018

Widdicombe presenta un podcast de nostalgia del fútbol de los noventa y programas en vivo llamados Quickly Kevin, Will He Score?. Entre los invitados se encuentran futbolistas como Iain Dowie, Darren Huckerby, Pat Nevin y Matthew Le Tissier, así como comediantes como Elis James, Tom Parry, Ivo Graham y Matt Forde. En 2019, Widdicombe comenzó a presentar el programa Hypothetical con James Acaster para el canal de televisión del Reino Unido Dave. En 2020, Widdicombe inició un podcast para padres con su colega comediante Rob Beckett, titulado Lockdown Parenting Hell. Pasó a llamarse Parenting Hell tras el tercer cierre nacional. Es un podcast sobre la crianza de los hijos, experiencias, consejos y momentos face-palm. En 2021, se anunció que Widdicombe había escrito un libro: "Vigilando a los vecinos dos veces al día... Cómo la televisión de los 90 (casi) me preparó para la vida", publicado en septiembre de 2021. Entró en la lista de bestsellers del Sunday Times.

## Vida personal
Antes de convertirse en comediante, Widdicombe trabajó como periodista deportivo, escribiendo para The Guardian. Él apoya a Plymouth Argyle. Él es vegetariano. Está casado con Rose Hanson, una productora de televisión, con quien tiene una hija, Pearl, nacida en octubre de 2017, y un hijo, Cassius, nacido en mayo de 2021. La pareja vivió durante un tiempo considerable en Shoreditch, en el este de Londres, antes de mudarse a una zona "más tranquila" del este de Londres para criar a sus hijos.
Su ascendencia con Sabine Baring-Gould fue confirmada por un episodio de 2021 de la serie de televisión genealógica  ¿Quién crees que eres? El programa rastreó su ascendencia desde la familia Barings hasta la familia Knollys, una familia noble durante la era Tudor. Lettice Knollys es un antepasado de línea directa de Widdicombe y, como tal, está relacionado con la reina Isabel I a través de su tía, María Bolena. Su antepasado Enrique Rich, primer conde de Holanda, era un amigo íntimo del rey Carlos I, quien era el novio del taburete. A través de María, Widdicombe es descendiente directo del rey Eduardo I.

## Stand-up DVDs
- Live: And Another Thing (18 de noviembre de 2013)
- What Do i Do Now... Live (28 de noviembre de 2016)